# Syllas Tzoumerkas
Syllas Tzoumerkas (en griego: Σύλλας Τζουμέρκας; de enero de 1978) es un director de cine, guionista y actor griego.

## Vida y primeros trabajos
Syllas Tzoumerkas nació en Salónica.  Estudió teatro y dirección de Cine y Televisión en la Escuela de Cine L.Stavrakos y en la Universidad de Atenas. En 2000 dirigió el cortometraje Los ojos devoradores (Ta Matia Pou Trone) que fue seleccionado por la Cinéfondation del Festival de Cine de Cannes de 2001 y ganó el Premio del Jurado en el Festival Internacional de Cine de Karlovy Vary de 2001.

## Película
El primer largometraje de Tzoumerkas, Homeland (Hora Proelefsis ), tuvo su estreno mundial en la Semana Internacional de la Crítica del 67.º Festival Internacional de Cine de Venecia, en 2010. Homeland participó en varios festivales de cine internacionales y ganó 5 premios de la Academia de Cine Helénica (Mejor primer director de cine, actriz de reparto para Ioanna Tsirigouli, música original, montaje y maquillaje).
El guion de su segundo largometraje, A Blast, ganó el Premio de Coproducción Eurimages en el mercado de coproducción Cinelink del festival de cine de Sarajevo 2012. A Blast ', una coproducción greco-alemana-holandesa-italiana tuvo su estreno mundial en la Competición Internacional del Festival de Cine de Locarno 2014. En consecuencia, la película se presentó en muchos festivales de cine internacionales, en particular el Festival Internacional de Cine de Sarajevo (estreno regional), el BFI London Film Festival (Dare), el Festival Internacional de Cine de São Paulo (Concurso Nuevos Directores), Festival Internacional de Cine de Rotterdam 2015 (Limelight), entre otros. Se estrenó en cines en varios países (Grecia, Alemania, Italia, Holanda, Polonia, Dinamarca, Australia, etc.) y Indiepix Films lo adquirió para su lanzamiento en VOD y DVD en los Estados Unidos. En la prensa internacional, la recepción crítica de la película varió desde críticas excelentes y en su mayoría favorables en Screen Daily, Indiewire, The Hollywood Reporter, Der Spiegel hasta variedades mixtas y negativo en Tenemos esto cubierto.
Syllas Tzoumerkas participó con el cortometraje de ensayo A Manifesto for the Un-Communal, en el largometraje documental Out-of-Place, una producción germano-israelí, ganadora del Premio Shimon-Peres 2018. Un Manifiesto por lo No Comunal tuvo su estreno mundial como cortometraje individual en el Festival Internacional de Cine de Locarno 2017 (Fuera de Competición).
En 2019, Syllas Tzoumerkas presentó su tercer largometraje en el Festival Internacional de Cine de Berlín (Panorama).  El milagro del mar de los Sargazos, una coproducción de Grecia, Alemania, Holanda y Suecia, un thriller policial con tintes de terror y surrealistas, tuvo su estreno en el Zoo Palast. Fue nominada al Premio Panorama y al Premio Teddy y New Europe Film Sales anunció su estreno en una serie de territorios en 2019 y su participación en varios festivales de cine internacionales (Beaune International Thriller Festival, Estambul IFF, BiFan International Fantastic Film Festival, etc.).  La respuesta de la crítica fue mayoritariamente favorable: Peter Bradshaw de Guardian le dio a la película 3/5 estrellas y la calificó como "un psicodrama Lynchiano bajo el sol" y Savina Petkova de la revista Electric Ghost le dio a la película 5/5 estrellas y escribió que "Si bien la película está saturada de citas bíblicas, íconos de santos y canciones de coros de iglesias, su forma atiende por igual a los humildes seres humanos, animales y naturaleza". The Hollywood Reporter, Screen International y Variety elogiaron la dirección de la película, los personajes audaces, las imágenes y las actuaciones inquebrantables de Angeliki Papoulia y Youla Boudali, al tiempo que criticaron elementos de la narrativa del guion. construcción.
En 2020, El milagro del mar de los Sargazos fue nominada a 12 premios de la Academia de Cine Helénico, ganando dos (Mejor Director para Syllas Tzoumerkas y Mejor Actriz para Angeliki Papoulia ). Como actor, Syllas Tzoumerkas participó en los largometrajes Wasted Youth (2011) de Argyris Papadimitropoulos y Jan Vogel (Festival Internacional de Cine de Róterdam) y The Eternal Return of Antonis Paraskevas (2013) de Elina Psykou (Berlin International Film Festival).

En 2016, Syllas Tzoumerkas coautor del guion y apareció como actor en la película Suntan de Argyris Papadimitropoulos (Festival Internacional de Cine de Róterdam 2016, SXSW 2016, Mejor Película Internacional - Festival Internacional de Cine de Edimburgo). Argyris Papadimitropoulos y Syllas Tzoumerkas ganaron el premio al mejor guion del Festival Internacional de Cine FEST y el premio de la Academia de Cine Helénica de 2017 al mejor guion. En 2019, firmó conjuntamente con Ahmad Ghossein y Abla Khoury el guion del largometraje de Ahmad Ghossein All This Victory. Toda esta victoria, coproducción del Líbano, Francia y Catar, se estrenó en la Semana de la Crítica de Venecia 2019, donde fue galardonada con el Premio del Público. En 2020, apareció como actor en el largometraje Monday de Argyris Papadimitropoulos, en el papel de Manos. 

## Filmografía
| Año  | Título                                  | Notas |
| ---- | --------------------------------------- | --- |
| 2000 | Los ojos devoradores                    | (cortometraje), director, escritor, actor, productor Nominado - Premio Cinéfondation - Cannes 2001 Ganador - Premio del Jurado - Karlovy Vary 2001 |
| 2000 | Todo el día de almas                    | (cortometraje), coguionista |
| 2002 | Lluvia                                  | (cortometraje), director, escritor |
| 2010 | Hora Proelefsis                         | Director, coguionista, productor Nominado - Premio Luigi de Laurentis (67.º Festival Internacional de Cine de Venecia)<br /> Nominado - Premio de la Semana Internacional de la Crítica (67° Festival Internacional de Cine de Venecia)<br /> Premio de la Academia de Cine Helénica al mejor director de ópera prima<br /> Primer premio al director de cine (Festival de Cine de Atenas)<br /> Nominado - Gran Premio del Jurado (Festival de Cine New Horizons)<br /> Nominado - Gran Premio (Festival Internacional de Cine Voices) |
| 2011 | Juventud perdida                        | Actor |
| 2013 | El eterno retorno de Antonis Paraskevas | Actor |
| 2014 | Una explosión                           | Director, coguionista, productor ejecutivo <br /> Nominado - Pardo d'Oro (Leopardo de Oro) (Festival Internacional de Cine de Locarno) <br /> Nominado - Corazón de Sarajevo (Festival Internacional de Cine de Sarajevo) <br /> Nominado - Premio de Cine Artístico (Festival de Cine de Hamburgo) <br /> Nominado - Premio del Jurado Internacional (IFF de São Paulo) <br /> Nominado - Ángel de Oro (TOFIFEST, Torun IFF) <br /> |
| 2016 | Bronceado                               | Coguionista, actor <br /> Premio de la Academia Helénica de Cine al mejor guion, con Argyris Papadimitropoulos <br /> Premio al Mejor Guion - Festival de Cine FEST |
| 2017 | Un manifiesto para los no comunales     | (cortometraje), director, escritor, director de fotografía |
| 2019 | El milagro del mar de los Sargazos      | Director, coguionista, productor ejecutivo <br /> Nominado - Premio Panorama (Festival Internacional de Cine de Berlín) <br /> Nominado - Premio Teddy (Festival Internacional de Cine de Berlín) <br /> Nominado - Premio Sang Neuf (Festival Internacional de Suspense de Beaune) <br /> Premio de la Academia de Cine Helénica al mejor director |
| 2019 | Toda esta victoria                      | Coguionista |
| 2020 | Lunes                                   | Actor |

## Teatro
La obra teatral de Syllas Tzoumerkas incluye las representaciones teatrales Debate (teatro Bios, grupo de teatro Diáspora, 2011) y High and Low - A Murderer in Tokyo (Centro Cultural Onassis, grupo de teatro Diáspora), ambas codirigidas con Youla. Boudalí. En 2015, participó en la producción del Centro Cultural Onassis de la performance colectiva X-Apartments - Atenas (concepto de Matthias Lilienthal, comisariada por Katia Arfara y Anna Mülter), con el segmento Α Adiós al traidor de una clase media baja. Casa en la estación de Larissa, Atenas (basada en una carta de Flavius Philostratus, siglo III d.C.)
- 2010 Cinemascope by the Blitz, (actor), teatro Bios, Festival de Atenas y Epidauro (Atenas)
- 2008 La guerra es la guerra de los Erasers (actor), No Central (Atenas)
- 2012 Debate (coescrito y codirigido por Youla Boudali, actor), Bios Theatre (Atenas)
- 2015 X-Apartments, Atenas - Adiós al traidor desde una casa de clase media baja en la estación de Larissa, Atenas (basado en una carta de Flavius Philostratus, siglo III d.C.), Centro Cultural Onassis (Atenas)'
- 2016 High and Low, A Murderer in Tokyo (coescrito y codirigido por Youla Boudali), Centro Cultural Onassis (Atenas)[57]
- 2019 Tobacco Fields V1 (coescrito y codirigido por Youla Boudali), teatro Prosorinos (Atenas)[58]

## Curador
Elina Psykou y Syllas Tzoumerkas co-curaron con Afroditi Nikolaidou y Dimitris Papanikolaou Motherland, I See You - the 20th Century of Greek Cinema, el programa de restauración y conmovedor festival de la Academia de Cine Helénica. El programa se estrenó en el Festival Epidauro de Atenas en septiembre de 2021.